# Philippe Bernat-Salles
Pour les articles homonymes, voir Bernat et Salles.

a Compétitions nationales et continentales officielles uniquement.

b Matchs officiels uniquement.
Philippe Bernat-Salles, né le 17 février 1970 à Pau (Pyrénées-Atlantiques), est un joueur international français de rugby à XV, devenu ensuite président de la Ligue nationale de handball. Il évolue durant sa carrière de joueur, de 1987 à 2005, au poste d'ailier.  
Entre 1992 et 2001, il compte quarante-et-une sélections en équipe de France, au cours desquelles il marque vingt-six essais. Il est un des acteurs de la victoire française lors du Grand Chelem dans le Tournoi des Cinq Nations 1998. Il est finaliste de la Coupe du monde de rugby à XV 1999. En club, il évolue principalement avec la Section paloise de 1987 à 1995 et de 1996 à 1998, puis avec le Biarritz olympique de 1998 à 2005. Il est champion de France en 2001-2002 et en 2004-2005. 
Philippe Bernat-Salles est président de la Ligue nationale de handball du 16 juillet 2010 au 3 février 2018.

## Biographie

### Carrière de joueur
Philippe Bernat-Salles a commencé à l'école de rugby, très jeune, entre sept et huit ans à pratiquer l'apprentissage de la balle ovale, au sein du club de l'AS Idron-Lee, club basé à Idron à côté de Pau dans le Béarn. Il évolue en équipe première à Idron, à seulement seize ans.
Il évolue au poste d'ailier, principalement au sein de la Section paloise et de Biarritz olympique, et en équipe de France sans jamais s'imposer durablement sous le maillot bleu,. 
En près de dix ans au plus haut niveau international, Philippe Bernat-Salles s'est construit un palmarès avec un Grand Chelem en 1998 en battant à Wembley le pays de Galles (51-0) et un titre de vice-champion du monde 1999.
Il a connu sa première sélection le 14 novembre 1992 contre les Argentins. Six ans après, il ne compte que quinze sélections. Il marque le premier essai au Stade de France et il remporte le Grand Chelem. Il inscrit un essai contre les All Blacks en demi-finale de la Coupe du monde de rugby à XV 1999, et un essai par rencontre lors du Tournoi des six nations 2001, égalant la performance de Philippe Sella, avec qui il partageait sa chambre lors de sa première sélection. Véritable finisseur, uniquement finisseur estiment ses détracteurs, Philippe Bernat-Salles a inscrit 26 essais sous le maillot bleu.
Joueur remarquable par ses cheveux poivre-sel, il fête un essai marqué avec les doigts écartés en forme du V de la victoire,.
Avec le Biarritz olympique, il remporte deux titres de champion de France (2002 et 2005).

### Avec les Barbarians
Le 1er novembre 1995, il est invité une première fois avec les Barbarians français (Baa-Baas) pour jouer contre la Nouvelle-Zélande à Toulon. Les Baa-Baas s'inclinent 19 à 34.
Le 11 novembre 1997, il joue de nouveau avec les Barbarians français contre l'Afrique du Sud à Biarritz. Les Baa-Baas s'imposent 40 à 22.
En novembre 2000, il est sélectionné une nouvelle fois avec les Barbarians français pour jouer la Nouvelle-Zélande au Stade Bollaert à Lens. Les Baa-Baas parviennent à s'imposer 23 à 21. En novembre 2001, il connaît une nouvelle sélection avec les Barbarians français contre les Fidji à Toulon. Les Baa-Baas s'inclinent 17 à 15.
En novembre 2004, il joue son dernier match avec les Baa-Baas contre l'Australie au stade Jean-Bouin à Paris. Les Baa-Baas s'inclinent 15 à 45. En juin 2005, il connaît une dernière sélection pour aller défier la Western Province à Stellenbosch en Afrique du Sud. Les Baa-Baas s'inclinent 22 à 20.

### Entraîneur
- 2006-2007 : Entraîneur des arrières de l'US Capbreton (Fédérale 3)

## Palmarès

### En club (joueur)
- Championnat de France de première division :
  - Champion (2) : 2002 et 2005
- Coupe de France Yves du Manoir :
  - Vainqueur (2) : 1997 avec Pau et 2000 avec Biarritz
- Coupe de la ligue :
  - Finaliste (1) : 2002
- Coupe d'Europe :
  - 64 matchs (12 essais)
  - Demi-finaliste (2) : 1997-98 avec Pau et en 2003-04 avec Biarritz

### En équipe nationale
Philippe Bernat-Salles a participé à une Coupe du monde, avec une place de vice-champion du monde 1999. Philippe Bernat-Salles a remporté un Grand Chelem (1998).
- 41 sélections.
- 26 essais (130 points)
- Sélections par année : 1 en 1992, 6 en 1993, 1 en 1994, 2 en 1995, 1 en 1996, 3 en 1997, 9 en 1998, 9 en 1999, 4 en 2000, 5 en 2001.
- Tournois des Cinq Nations disputés : 1994, 1995, 1996, 1998, 1999.
- Tournois des Six Nations disputés : 2000, 2001.
- Grand Chelem en 1998 en gagnant à Wembley contre le pays de Galles (51-0) sans marquer d'essai alors qu'il avait réalisé la performance d'en marquer au moins un contre l'Angleterre, l'Écosse et l'Irlande (il fut ainsi le meilleur marqueur de l'édition 1998 du tournoi).
- Auteur du grand chelem des essais pour son dernier tournoi en 2001
- 1999 : vice-champion du monde, 5 sélections (Namibie, Fidji, Argentine, Nouvelle-Zélande, Australie).

#### Tournoi des Cinq/Six Nations
| Édition           | Rang | Résultats France | Résultats Bernat-Salles | Matchs Bernat-Salles |
| ----------------- | ---- | ---------------- | ----------------------- | -------------------- |
| Cinq Nations 1994 | 3    | 2 v, 0 n, 2 d    | 1 v, 0 n, 0 d           | 1/4                  |
| Cinq Nations 1995 | 3    | 2 v, 0 n, 2 d    | 0 v, 0 n, 2 d           | 2/4                  |
| Cinq Nations 1996 | 3    | 2 v, 0 n, 2 d    | 1 v, 0 n, 0 d           | 1/4                  |
| Cinq Nations 1998 | 1    | 4 v, 0 n, 0 d    | 4 v, 0 n, 0 d           | 4/4                  |
| Cinq Nations 1999 | 5    | 1 v, 0 n, 3 d    | 1 v, 0 n, 1 d           | 2/4                  |
| Six Nations 2000  | 2    | 3 v, 0 n, 2 d    | 1 v, 0 n, 1 d           | 2/5                  |
| Six Nations 2001  | 5    | 2 v, 0 n, 3 d    | 2 v, 0 n, 3 d           | 5/5                  |

Légende : v = victoire ; n = match nul ; d = défaite ; la ligne est en gras quand il y a Grand Chelem.

#### Coupe du monde
| Édition          | Rang      | Résultats France | Résultats Bernat-Salles | Matchs Bernat-Salles |
| ---------------- | --------- | ---------------- | ----------------------- | -------------------- |
| Royaume-Uni 1999 | Finaliste | 5 v, 0 n, 1 d    | 4 v, 0 n, 1 d           | 5/6                  |

Légende : v = victoire ; n = match nul ; d = défaite.

## Activités en dehors du rugby

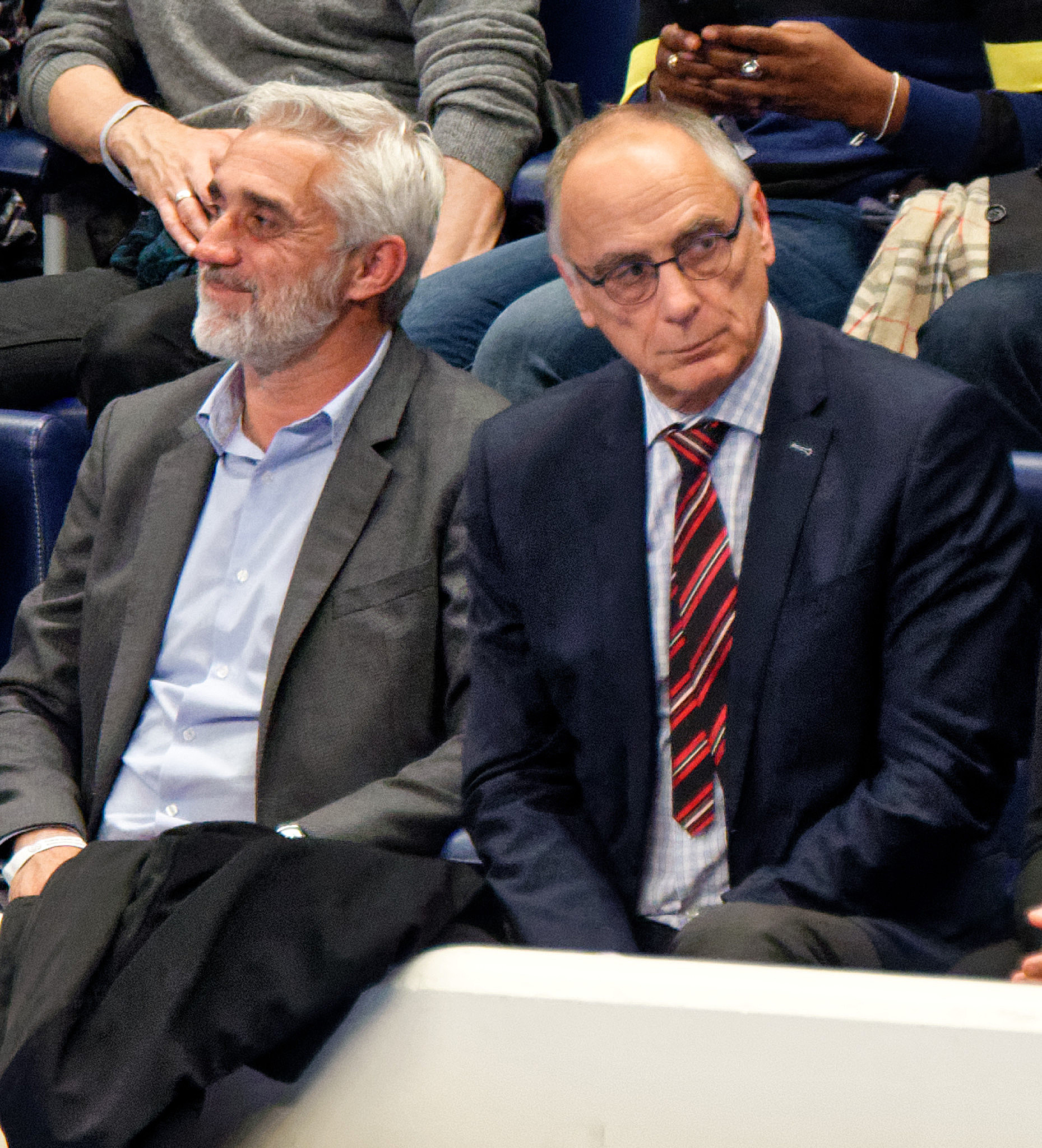
Philippe Bernat-Salles, ici à gauche aux côtés de Joël Delplanque en 2016, est président de la Ligue nationale de handball entre juin 2010 et février 2018.

Philippe Bernat-Salles a toujours travaillé jusqu'à l'âge de vingt-cinq ans. Son premier travail est apprenti électronicien à Pau. Il est joueur professionnel de 1990 à 2005, avant de redevenir amateur. Il a également tenu une brasserie à Biarritz, le Red Café, et été propriétaire et exploitant d'un camping dans les Landes à Labenne-Océan.
Après sa retraite sportive, il devient consultant pour le service des sports de Canal+ et commente des matchs sur Canal+ Sport et Sport+.
Il participe au Dakar 2009 à bord d'une auto Bowler, avec l'équipe Team 100% Sud-Ouest.
Le 16 juillet 2010, Philippe Bernat-Salles devient le nouveau président de la Ligue nationale de handball pour une période de deux ans. L'ambition affichée est de médiatiser davantage cette discipline dans laquelle les Français ont pourtant réalisé un exploit unique dans l'histoire de ce sport : détenir simultanément les titres de champions du monde, champions olympiques et champions d'Europe. Réélu en 2012 puis en 2015, il contribue au développement du championnat de France masculin de handball pour en faire le meilleur championnat mondial en 2018, année où il quitte la présidence de la LNH, battu par Olivier Girault.
En 2016, il rachète la brasserie Les Colonnes située au-dessus de la Grande plage de Biarritz, établissement qu'il revend en mars 2020. En 2018, il intègre le directoire du Biarritz olympique présidé par Jean-Baptiste Aldigé.